# Christiane Dunoyer
Christiane Dunoyer (pron. fr. AFI: [kʁistjan dynwaje]) (Aosta, 16 luglio 1972) è un'antropologa ed etnologa italiana, originaria della Valle d'Aosta.

## Biografia
Nata ad Aosta, si laurea in Lettere moderne con tesi di etnolinguistica all'Université Savoie Mont Blanc e svolge un dottorato in antropologia all'Università di Aix-Marseille.
Nel 2010, succede a Alexis Bétemps alla direzione scientifica del Centre d'études francoprovençales. Assicura inoltre le relazioni con l'Institut de la langue savoyarde, di cui è membro del comitato scientifico.
Nel 2012, realizza il documentario Harpitanya, la ferveur d'une idée sul Mouvement Harpitanya, movimento fondato da Joseph Henriet negli anni 1970 · .
È membro del gruppo di lavoro per la messa a punto della Graphie méthodique de l'arpitan (GIT), una grafia standardizzata per la lingua francoprovenzale.
Nel 2021, svolge una presentazione sull'antropologia dei dialetti alla Médiathèque Valais a Martigny, nel quadro dell'esposizione Patois-Land sull'arpitano vallesano, oltre ad un lavoro di comparazione tra il francese, il patois savoiardo e il patois valdostano · .

## Pubblicazioni principali
- Analyse et interprétation de quelques gestes inhérents aux pratiques alimentaires dans l’aire alpine, dans : Alimentation traditionnelle en montagne, Actes du Colloque, Introd - Arvier - Saint-Nicolas, 17-18-19 décembre 2004, Aoste 2005, p. 147-153
- Les Reines en Vallée d’Aoste, 50 ans de batailles, Aoste 2007.
- Les batailles de reines, l’amour des vaches décliné dans les phases du jeu, dans : Le Flambeau, n° 203, 2007, p. 51-60.
- Les nouveaux patoisants en Vallée d’Aoste, Aoste 2010.
- L’identité valdôtaine : la cristallisation d’un mythe dans les textes littéraires en francoprovençal, dans : Savoie et Littérature. Actes du 44e Congrès des Sociétés Savantes de Savoie, Chambéry : Amis du Vieux Chambéry, p. 363-369.
- Film documentaire Harpitanya, la ferveur d'une idée. 2012
- Ugo Lini, Christiane Dunoyer, Alexis Bétemps (et.al.) : Piante officinali e rimedi tradizionali. Un sapere antico al servizio della mondernità, Turin 2013.
- Strategie di affermazione identitaria e rappresentazioni della lingua dei nuovi locutori francoprovenzali, dans : Federica Diémoz, Valentina Porcellana : Minoranze in mutamento. Etnicità, lingue e processi demografici nelle valli alpine italiane. Alessandria 2014, p. 93-104.
- Le francoprovençal : transmission, revitalisation et normalisation. Introduction aux travaux, dans : Actes de la conférence annuelle sur l’activité scientifique du Centre d’études francoprovençales René Willien de Saint-Nicolas. Saint-Nicolas, le 7 novembre 2015, Aoste 2016, p. 11-15.
- Pratiques linguistiques et représentations autour de l’intercompréhension, dans : Francoprovençal : documenting a contact variety in Europe and North America. International Journal of Sociology of Language, 2017.
- 50 ans du Centre d’Études Francoprovençales. Préface dans : Nouvelles du Centre d’Études Francoprovençales, 75, 2017, p. 7-9.
- De la magie des sons à la magie du monde, dans : Éducation et sociétés plurilingues, 43, 2017.
- Francoprovençal, patois, langue savoyarde, arpitan… Histoire et pratiques contemporaines de la langue francoprovençale en pays de Savoie, dans : Les Dossiers du Musée Savoisien, revue numérique, n° 2, 2017, Chambéry 2017.
- A propó de la revitalisachon du francoprovençal : mecanismos de comunicachon é transmichon de la lenga foura d’eun cadro formel, dans : Primer Congreso Internacional sobre revitalizacion de lenguas indigenas y minorizadas, Universitat de Barcelona, Universitat de Vic – Universitat Central de Catalunya, Indiana University – Bloomington, Barcelone, 19-20 avril 2017.
- con Natalia Bichurina : Cours de formation linguistique et méthodologique pour l’intégration du francoprovençal dans le cadre d’activités de valorisation de la diversité linguistique et culturelle.